# Deport
Deport è una città situata tra le contee di Lamar e Red River, Texas, Stati Uniti. Al censimento del 2010, la popolazione era di 578 abitanti.

## Geografia fisica
Secondo lo United States Census Bureau, ha un'area totale di 1,1 mi² (2,85 km²).

## Società

### Evoluzione demografica
Secondo il censimento del 2010, la popolazione era di 578 abitanti.

### Etnie e minoranze straniere
Secondo il censimento del 2010, la composizione etnica della città era formata dal 92,9% di bianchi, l'1,7% di afroamericani, l'1,0% di nativi americani, lo 0,0% di asiatici, lo 0,0% di oceanici, l'1,9% di altre razze, e il 2,4% di due o più etnie. Ispanici o latinos di qualunque razza erano il 4,5% della popolazione.